# (100063) 1992 EY13
(100063) 1992 EY13 es un asteroide perteneciente al cinturón de asteroides, descubierto el 2 de marzo de 1992 por el equipo del Uppsala-ESO Survey of Asteroids and Comets desde el Observatorio de La Silla, Chile.